# Stevan Hristić
Stevan Hristić (en ciríl·lic serbi: Стеван Христић, Belgrad, 19 de juny de 1885 - Belgrad, 21 d'agost de 1958) fou un compositor i director d'orquestra serbi. Va ser fill del ministre i diplomàtic Kosta Hristić (1852-1927) i net de Nikola Hristić (1818-1911), que va ser diverses vegades el cap de govern del Principat i del Regne de Sèrbia. Es considera el compositor serbi més talentós de la primera meitat del segle xx.
Estudià teoria, piano i violí a la seva ciutat natal i, posteriorment, direcció d'orquestra amb Arthur Nikisch al Conservatori de Leipzig (1904-1908), on es va diplomar. Va fer estades a Moscou, Roma i París per a ampliar els seus coneixements i familiaritzar-se amb les tendències europees de la música, i finalment va acabar establint-se a Belgrad. Fou director d'orquestra al Teatre Nacional i cofundador, el 1923, de l'Orquestra Filharmònica de Belgrad, formació que dirigí fins al 1934. També dirigí l'orquestra de l'Òpera de Belgrad (1923-1935)- i va ajudar a crear i va exercir com a rector de l'Acadèmia de Música (1943-1944), on també era professor de composició. El 1945 va tornar a participar en la creació de l'Associació de Compositors de Sèrbia, de la qual va ser un dels primers presidents, i el 1950 de la Societat de Compositors de Iugoslàvia.
El seu estil, força eclèctic, està molt inspirat en el folklore nacional serbi i conté elements impressionistes. Hristić va confiar en la tradició del romanticisme de Sèrbia i els colors musicals del seu país, i es va il·lustrar per exemple pel seu gran predecessor Stevan Stojanović Mokranjac.

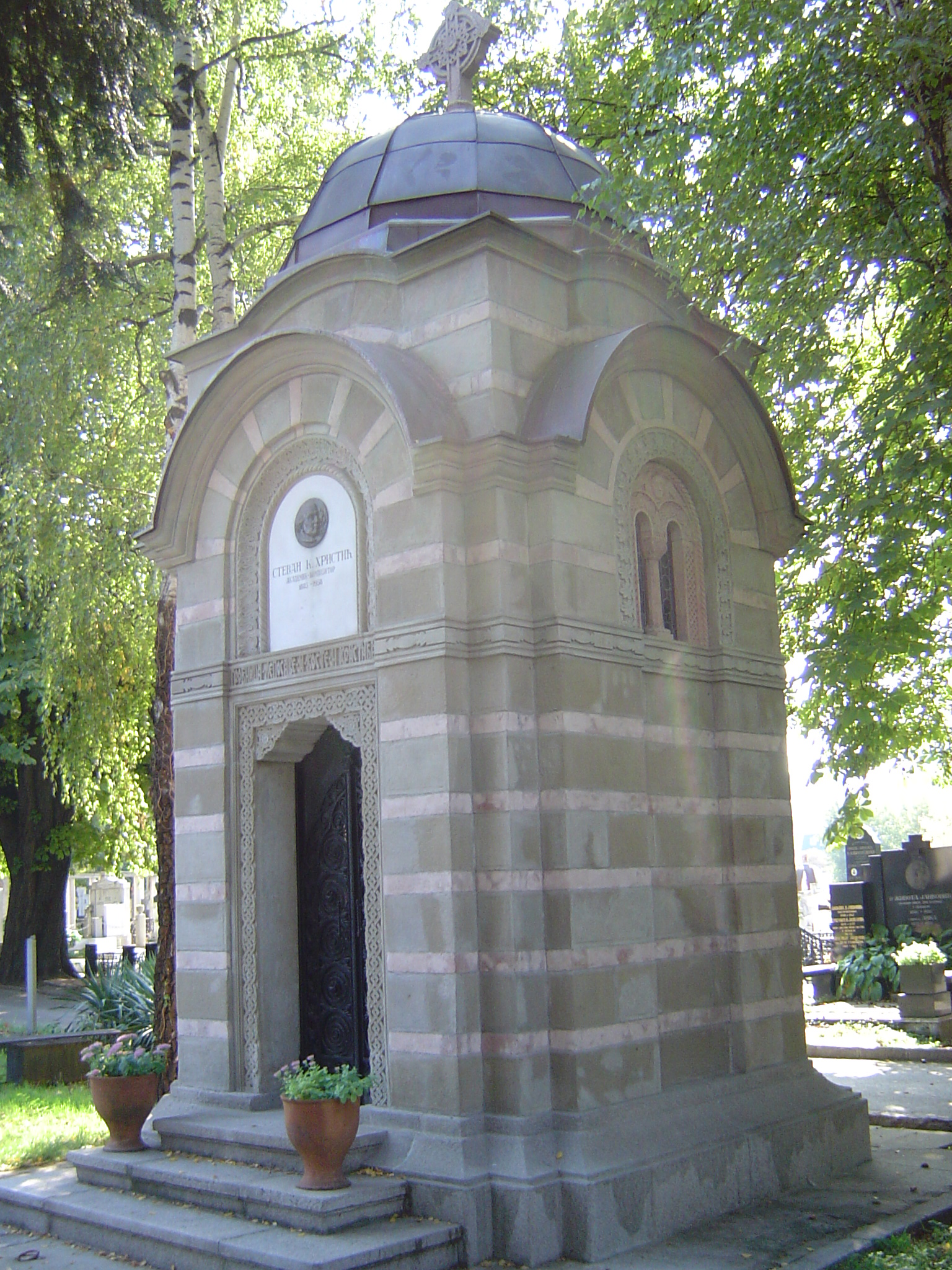
La tomba de Stevan Hristić al Nou Cementiri de Belgrad

Va mostrar un notable domini de l'orquestració i un ús dels jocs tímbrics molt descriptiu. La inventiva i l'amplitud de recursos rítmics i harmònics es mostren clarament en l'òpera Suton ('Capvespre', 1925; revisada el 1954) o en el ballet Ohridska legenda ('La llegenda d'Ohrida', 1933), obres en què els temes populars queden integrats en una brillant construcció. També cal destacar-ne l'oratori Voskrsenje ('Resurrecció', 1912) i dos rèquiems.
Stevan Hristić va morir 21 d'agost de 1958; està enterrat al Gran Carreró del Nou Cementiri de Belgrad